# Герб Удмуртской Республики
Герб Удмуртской Республики (удм. Удмуртилэн кунпусэз) — государственный символ Удмуртской Республики.
Принят постановлением Верховного Совета Республики 26 апреля 1994 года.

## Описание
Государственный герб Удмуртской Республики представляет собой круглый щит красно-чёрного цвета с изображённым на нём белым лебедем с раскрытыми крыльями. Окружность щита обрамлена лентой равновеликих красно-бело-чёрного цвета. Красная половина щита находится в верхней части круга.
Крылья птицы вписываются в окружность, диаметр которой равен расстоянию от верхних точек внутренних линий хвостового оперения до высшей точки окружности ленты, обрамляющей щит. Верхние перья крыльев птицы касаются линии, проведённой по высшим точкам малых солярных знаков, и выходят за пределы щита, доходя до середины белой полосы ленты, обрамляющей щит. Угол, образуемый верхними линиями крыльев, равен 90 градусам. Его вершина находится в центре головы птицы. На крыльях птицы по 26 перьев, в хвостовом оперении — 8. Угол, образуемый внешними линиями оперения, равен 36 градусам. Его вершиной является центр щита.
На груди птицы расположен восьмиконечный солярный знак — оберег красного цвета, вписывающийся в окружность, диаметр которой в 4,5 раза меньше диаметра щита. Ширина полос солярного знака равна 1/3 диаметра его окружности. Каждая полоса завершается двумя симметричными зубцами, внутренние стороны которых образуют угол в 90 градусов с вершиной, углубленной к центру знака на ½ ширины полосы. Центр солярного знака ниже центра щита на 1/10 диаметра щита. Над каждым крылом лебедя расположен солярный знак белого цвета, вписывающийся в окружность, диаметр которой в два раза меньше диаметра окружности большого солярного знака.
Центры трёх солярных знаков являются вершинами равнобедренного треугольника, высота которого равна половине диаметра щита, а верхняя горизонтальная сторона в 2,5 раза меньше его диаметра. Ширина обрамляющей щит ленты равна 1/10 диаметра щита. Лента состоит из равновеликих полос чёрного, белого и красного (к центру круга) цветов. Между красной полосой ленты и окружностью щита имеется просвет, ширина которого равна 1/12 ширины трёхцветной ленты. В верхней части щита концы ленты не смыкаются. Каждый из них завершается двумя симметричными зубцами, внутренние стороны которых образуют угол в 90 градусов с вершиной, углубленной в саму ленту на ½ её ширины. Расстояние между вершинами этих углов равно диаметру окружности, описывающей большой солярный знак.
В нижней части щита лента образует складку. На красной полосе складки расположена надпись чёрного цвета на удмуртском языке «Удмурт Республика», на белой — на русском языке «Удмуртская Республика».

### Толкование цветов и символов
В Государственном гербе Удмуртской Республики:
- чёрный цвет является символом земли и стабильности;
- красный — цветом солнца и символом жизни;
- белый — символом космоса и чистоты нравственных устоев.
- обобщённый образ белого лебедя или человека-птицы является символом возрождения, мудрости, мужества и совершенства. Его основа — мифология удмуртского, русского, татарского и других народов Удмуртской Республики;
- солярные знаки, по преданию, оберегают человека от несчастий. Большой солярный знак является земным воплощением оберегающих сил, малые — космическим.

## История
20 сентября 1990 года Верховный Совет Удмуртской АССР принял «Декларацию о государственном суверенитете Удмуртской Республики». 11 октября 1991 года Закон Удмуртской АССР от «О внесении изменений в Конституцию (Основной Закон) Удмуртской АССР» название «Удмуртская Автономная Советская Социалистическая Республика» было изменено на «Удмуртская Республика», но своевременного отражения на гербе это не нашло и гербом Удмуртской Республики ещё более трёх лет оставался герб Удмуртской АССР 1978 года.
26 апреля 1994 года постановлением Верховного Совета Удмуртской Республики был принят Государственный герб Удмуртской Республики авторства художника Ю. Н. Лобанова. 18 сентября 2002 года Законом Удмуртской Республики № 52-РЗ «О Государственном гербе Удмуртской Республики» был установлен действующий Государственный герб Удмуртской Республики, его описание и порядок использования. Изображение Герба осталось прежним.
- Герб Удмуртской АССР (1937)
- Герб Удмуртской АССР (1978)